# Nowy Klukom
Nowy Klukom (niem. Neu Klücken) – wieś sołecka w Polsce położona w województwie zachodniopomorskim, w powiecie choszczeńskim, w gminie Krzęcin. W latach 1975–1998 miejscowość administracyjnie należała do województwa gorzowskiego. W roku 2007 wieś liczyła 58 mieszkańców. 

## Geografia
Wieś leży ok. 3,5 km na północ od Krzęcina.

## Zabytki
Do wojewódzkiego rejestru zabytków wpisany jest:
- kościół poewangelicki, obecnie pw. śś. Piotra i Pawła z końca XVI wieku z drewnianą wieżą z XVIII wieku. Kościół filialny, rzymskokatolicki należący do parafii pw. Matki Boskiej Szkaplerznej w Raduniu, dekanatu Choszczno, archidiecezji szczecińsko-kamieńskiej, metropolii szczecińsko-kamieńskiej. Posiada skromne cechy wczesnorenesansowe, w XVIII w. dobudowano drewnianą dzwonnicę z barokowym hełmem. Wewnątrz świątyni ołtarz z 1717 i barokowa ambona[6].